# Lepas
Lepas is een geslacht van eendenmosselen uit de familie Lepadidae.

## Soorten
- Lepas anatifera Linnaeus, 1758 (Grote eendenmossel)
- Lepas anserifera Linnaeus, 1767 (Gekielde eendemossel)
- Lepas australis Darwin, 1851
- Lepas hilli Leach, 1818
- Lepas indica Annandale, 1909
- Lepas pectinata Spengler, 1793 (Ruwe eendemossel)
- Lepas testudinata Aurivillius, 1894